# Kapelln
Kapelln är en ort och kommun  i Österrike. Den ligger i distriktet Sankt Pölten-Land i förbundslandet Niederösterreich, 50 kilometer väster om huvudstaden Wien.
Kommunen består av 15 orter (Ortschaften) (inom parentes invånarantal 1 januari 2024):

- Etzersdorf (488)
- Kapelln (303)
- Katzenberg (37)
- Mitterau (16)
- Mitterkilling (19)
- Oberkilling (21)
- Obermiesting (30)
- Panzing (38)
- Pönning (50)
- Rapoltendorf (65)
- Rassing (148)
- Thalheim (108)
- Unterau (10)
- Unterkilling (9)
- Untermiesting (0)